# Харрис, Зеллиг
Зе́ллиг Са́ббеттай Ха́ррис (англ. Zellig Sabbettai Harris; 23 октября 1909, Балта, Подольская губерния, Российская империя — 22 мая 1992, Нью-Йорк) — американский лингвист, профессор, один из наиболее известных и влиятельных представителей второго поколения структуралистов. Труды по семитским языкам, общей теории языка, методологии лингвистических исследований, математической лингвистике и теории информации; также социально-политические работы, отражающие социалистическую и анархистскую идеологию.
Член Национальной академии наук США (1973).

## Биография
Родился в Балте (Российская империя); семья через четыре года после его рождения эмигрировала в США и обосновалась в Филадельфии. Окончил Пенсильванский университет (1932), там же получил докторскую степень (1934) и преподавал с 1931 г. вплоть до своей отставки в 1979 г. В Пенсильванском университете им была создана первая в США специализированная кафедра лингвистики (1946) и подготовлен целый ряд известных лингвистов-теоретиков; одним из его учеников был Н. Хомский, на формирование которого оказали большое влияние как научные, так и политические взгляды Харриса (бывшего активным сторонником сионизма социалистической ориентации и убеждённым анархистом). Был президентом Американского лингвистического общества. После 1979 г. — в Нью-Йорке, сотрудничал с Колумбийским университетом.

## Вклад в науку
Лингвистическую деятельность Харрис начал как семитолог. Его ранние работы 1930-х гг. по малоизученным тогда угаритскому, финикийскому и другим западносемитским языкам были высоко оценены специалистами, хотя они были выполнены всецело в рамках традиционной семитской филологии и не предвещали будущего теоретического новаторства; за полное описание грамматики финикийского языка Харрис получил докторскую степень. Любопытно, что научный путь Хомского начинался во многом сходным образом — с исследования по морфонологии иврита.
С конца 1940-х гг. Харрис начинает интересоваться проблемами общей теории языка и, главным образом, методологии лингвистического описания. В своих работах он ставит задачу построения законченной формальной теории языка, систематизирующей позитивистские принципы блумфилдианского дистрибутивного анализа формы без обращения к значению. Историками науки именно Харрис признаётся самым бескомпромиссным в американской лингвистике сторонником утопической идеи исключения семантики из дескриптивных лингвистических процедур. Этот «антисемантический» пафос Харриса также непосредственно повлиял на идеологию хомскианства, составляя одну из наиболее ярких отличительных черт последнего.
Важнейшим вкладом Харриса в лингвистическую теорию является понятие трансформации, впервые эксплицитно введённое им в статье 1957 г. (на основе более ранних работ) и в дальнейшем развитое в ряде монографий 1960-х гг. Как известно, понятие трансформации играет ключевую роль и в ранних вариантах трансформационной порождающей грамматики Хомского. Среди хомскианцев принято считать, что Хомский пришёл к этой идее независимо от Харриса и разработал её гораздо последовательнее; в любом случае, следует, по-видимому, признать приоритет Харриса в самой постановке этой проблемы.
В тот же период Харрис начинает разрабатывать методологию дискурсивного анализа, основанного на теории информации; идеи Харриса о «движении информации в дискурсе» нашли частичное продолжение в более поздних работах в рамках теорий коммуникативного синтаксиса и др. Им был предложен так наз. «алгоритм Харриса», позволяющий определять степень информативности знака в тексте.
В дальнейшем (в 1970—1980-е гг.) Харрис выдвинул ряд оригинальных формальных теорий языка, которые, однако, не привлекли внимания американского лингвистического сообщества и остались на периферии лингвистики этого периода, где доминировало противостояние хомскианской и «функциональной» парадигмы. По мнению ряда исследователей, поздние работы Харриса, не востребованные современниками, содержат значительный потенциал и могут ещё сыграть свою роль в развитии лингвистической мысли. Многие работы Харриса переведены на французский язык, и в настоящее время существует попытка разработки идей Харриса во Франции в рамках синтаксической школы его ученика Мориса Гросса (1943—2001).

## Основные публикации

### По семитологии
- A Grammar of the Phoenician Language, 1936.
- Development of the Canaanite Dialects: An Investigation in Linguistic History, 1939.

### По методологии лингвистического описания и общему синтаксису
- Methods in Structural Linguistics, 1951.
- String Analysis of Sentence Structure, 1962.
- Mathematical Structures of Language, 1968.
- Papers in Structural and Transformational Linguistics, 1970.
- Papers on Syntax, 1981.
- A Grammar of English on Mathematical Principles, 1982.

### По дискурсивному анализу и теории информации
- Language and Information, 1988.
- A Theory of Language and Information: A Mathematical Approach, 1991.

### Политическая публицистика
- The Transformation of Capitalist Society, 1997.